# セゴビア旧市街と水道橋
セゴビア旧市街と水道橋（セゴビアきゅうしがいとすいどうきょう、英語: Old Town of Segovia and its Aqueduct）は、スペインのセゴビアにある世界遺産の一つ。1985年に登録された（ID311）。ローマ帝国時代に建設され、現在も使われている水道橋と、アルカサル、セゴビア大聖堂が評価されている。

## 主な見どころ
セゴビアは首都マドリードから高速鉄道で30分ほど、日帰りで行ける観光地として人気がある。セゴビア旧市街は長く狭い高台の上に壮大に位置している。キリスト教大聖堂、古代ローマの水道橋、おとぎ話に出てきそうな美しい古城（アルカサル）などの名所があり、眼下には田舎の景色が広がっている。カスティーリャと言われるこの辺りの景色は「赤い大地」という異名と合わせてファンタジーではよく用いられる。
- セゴビアの水道橋 (en) - 古代ローマの紀元1世紀頃に造られた。全長は728mで、166個のアーチ[2]が支えている。中心部では二層構造、高さは28mあり、花崗岩をアーチ構造で積み上げ、モルタルなどで固定していない[2]。スペインの水道橋としては最大の規模。
- セゴビア大聖堂 - 16世紀から18世紀にかけて建てられた後期ゴシック様式の大聖堂。
- アルカサル  - 旧市街の西端、2つの川の間の岩山に建てられている城。ディズニー映画『白雪姫』の城のモデルになった。
- ラ・ベラ・クルス教会 - テンプル騎士団によって建てられた教会。旧市街を北に外れた場所にある。

## アルカサル

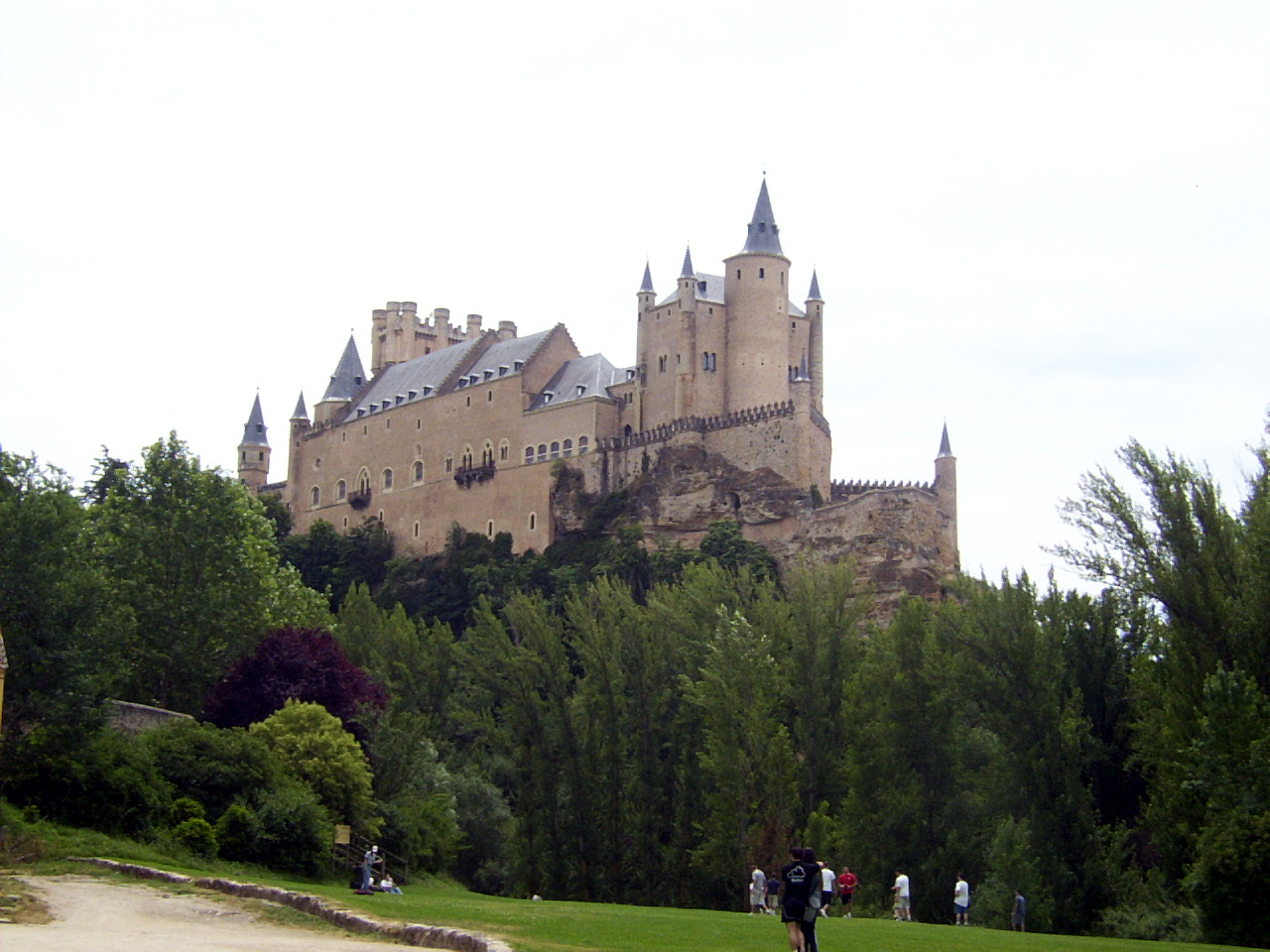
アルカサル

アルカサルはグワダマラ山地の西側斜面上にあり、ドゥエロ河支流であるエレスマ河とクラモレス河とが合流する地点の丘上にあるが、2つの河川により丘陵の両側を削り取られたので、アルカサルの建つ場所は高さ100mほどの断崖上ということになった。アルカサルを含む旧市全体が南北西の三方を断崖で囲まれている。そのため、全体が絶好の要害地となるのである。
当初はケルト・イベリア人の重要拠点であったが、ローマ帝国軍に占領され、破壊されてしまった。その後、ローマ帝国がこの地を再建し、都市の整備を行った。その一環でセコビア旧市の周囲にはローマ時代から城壁が建てられ、城門も設けられた。城壁はその後、11世紀に再建されたが、その城壁には86個の城塔が設けられ、厳戒な防衛体制を作った。

## 水道橋

セゴビアの水道橋

紀元前80年にセゴビアを制圧して以降、ローマ帝国はセゴビアの都市整備に力を入れた。その一環で建設されたのが、水道橋である。
セゴビア旧市街はかなり急峻で独立した丘の上にあるため、生活用水をどこから引くかという問題があった。当時の技術では水道管を利用して圧力をかけて給水するということはできなかったので、この旧市街のある丘と同じ高さの導水路を給水源から通すほかなかった。そこで、遠くの川を給水源とし、セゴビア旧市街の丘と同じ高さの水道橋を作り、橋の上に導水路を敷設した。
この橋の下は通路を兼ねた広場となっており、民家や商店などもある。水道橋を中心に都市自体が発展してきたのである。中央の橋脚柱には聖母マリア像が設けられている。
この橋はローマ時代以降も使用されていたが、イスラム教徒が占領し、レコンキスタに敗れて撤退する際に、この橋の重要部であるアーチ35個を破壊したため使用不能になった。その後、カスティーリャ王国の女王イサベル1世により修復され、現存の姿になっている。
この橋の特徴はまさに細長く高いところである。橋脚の基部でも幅が2.4メートルしかなく、高さは地上30メートルである。この巨大さから「悪魔の橋」と呼ばれており、スペイン全土を見ても、これに匹敵するような遺構はあまり無いため、水道橋はセコビアだけでなくヒスパニアを代表するローマ時代の遺構である。

## ギャラリー

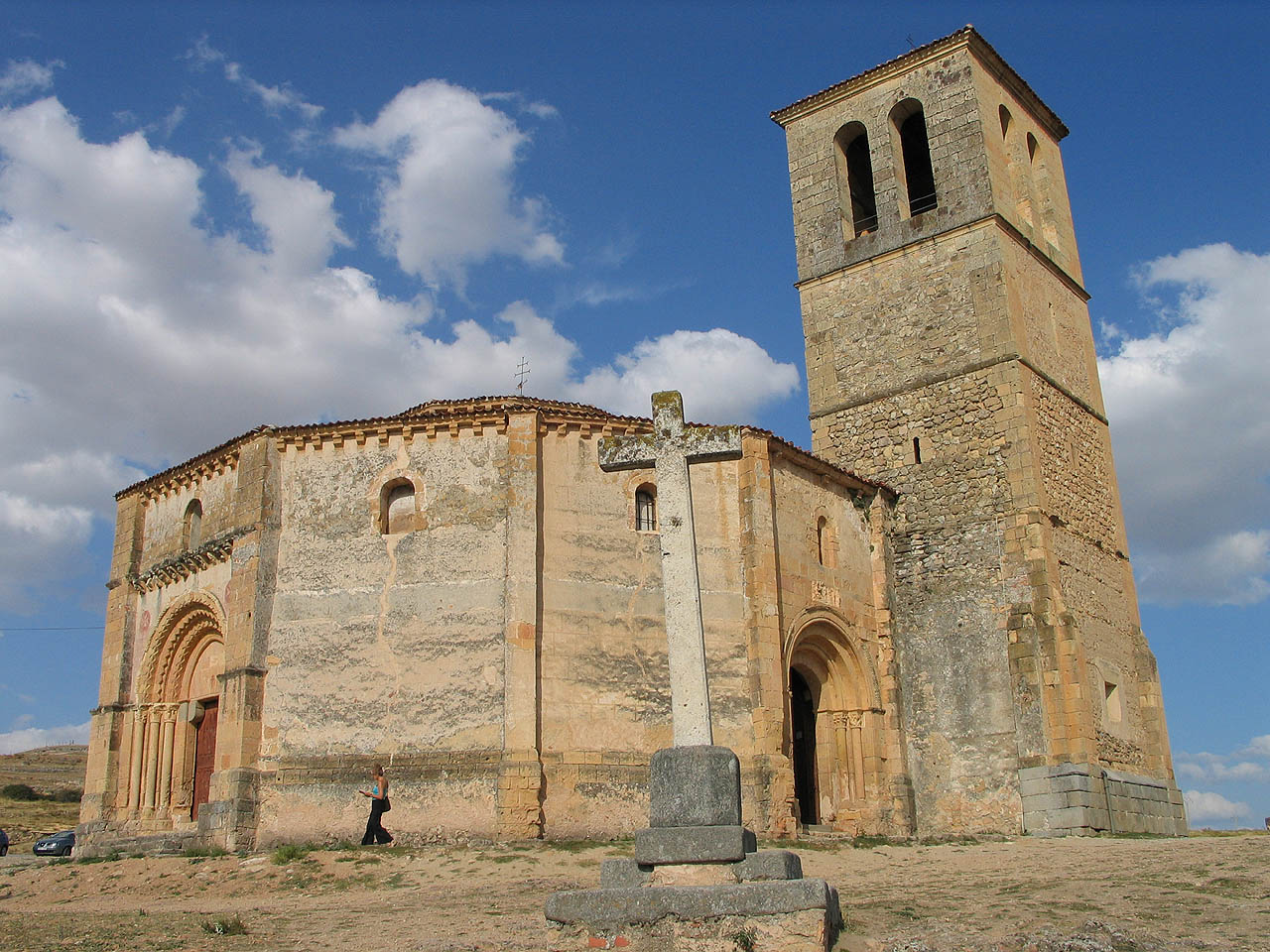
ラ・ベラ・クルス教会
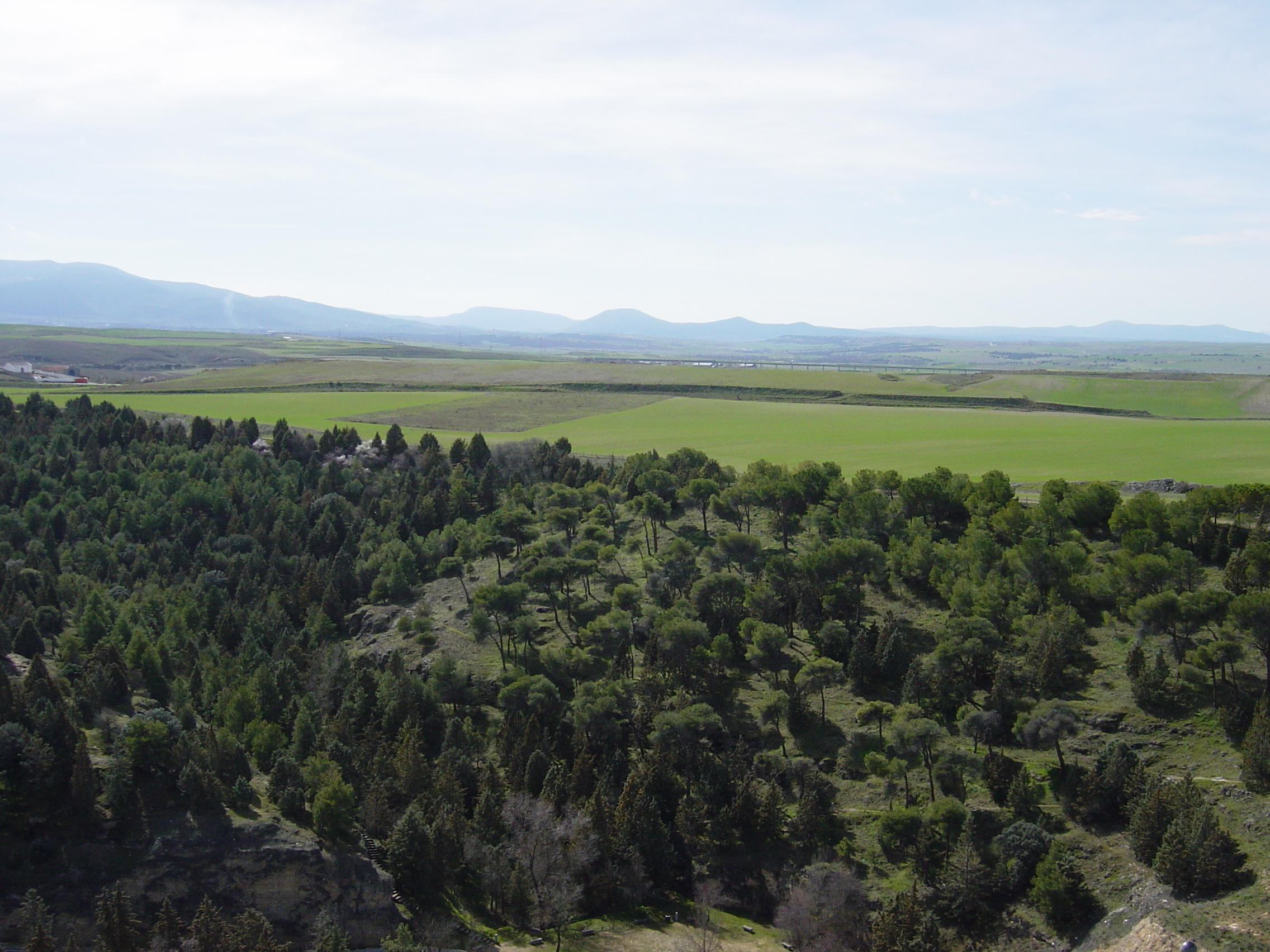
カスティーリャの景色
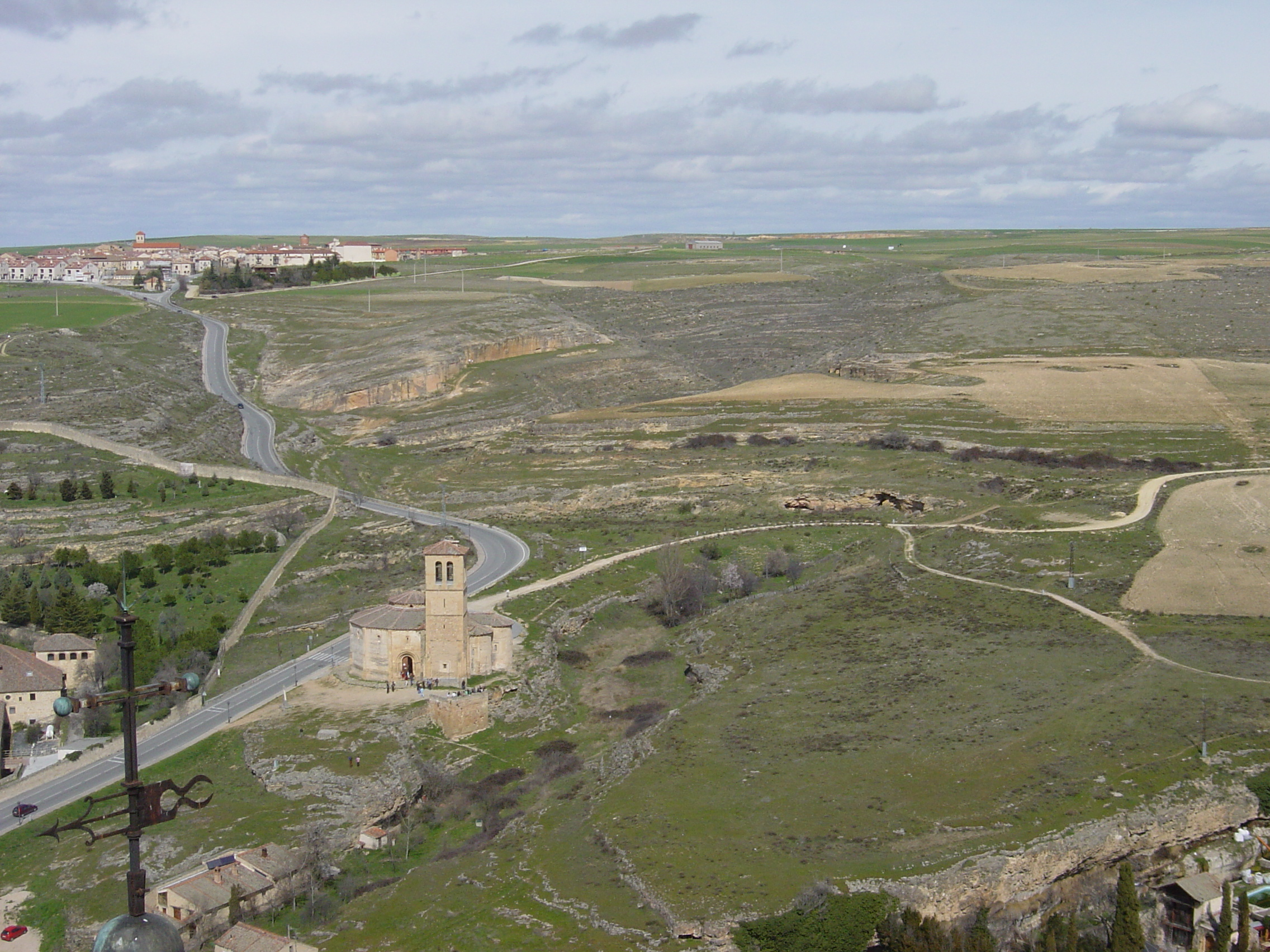
カスティーリャの景色

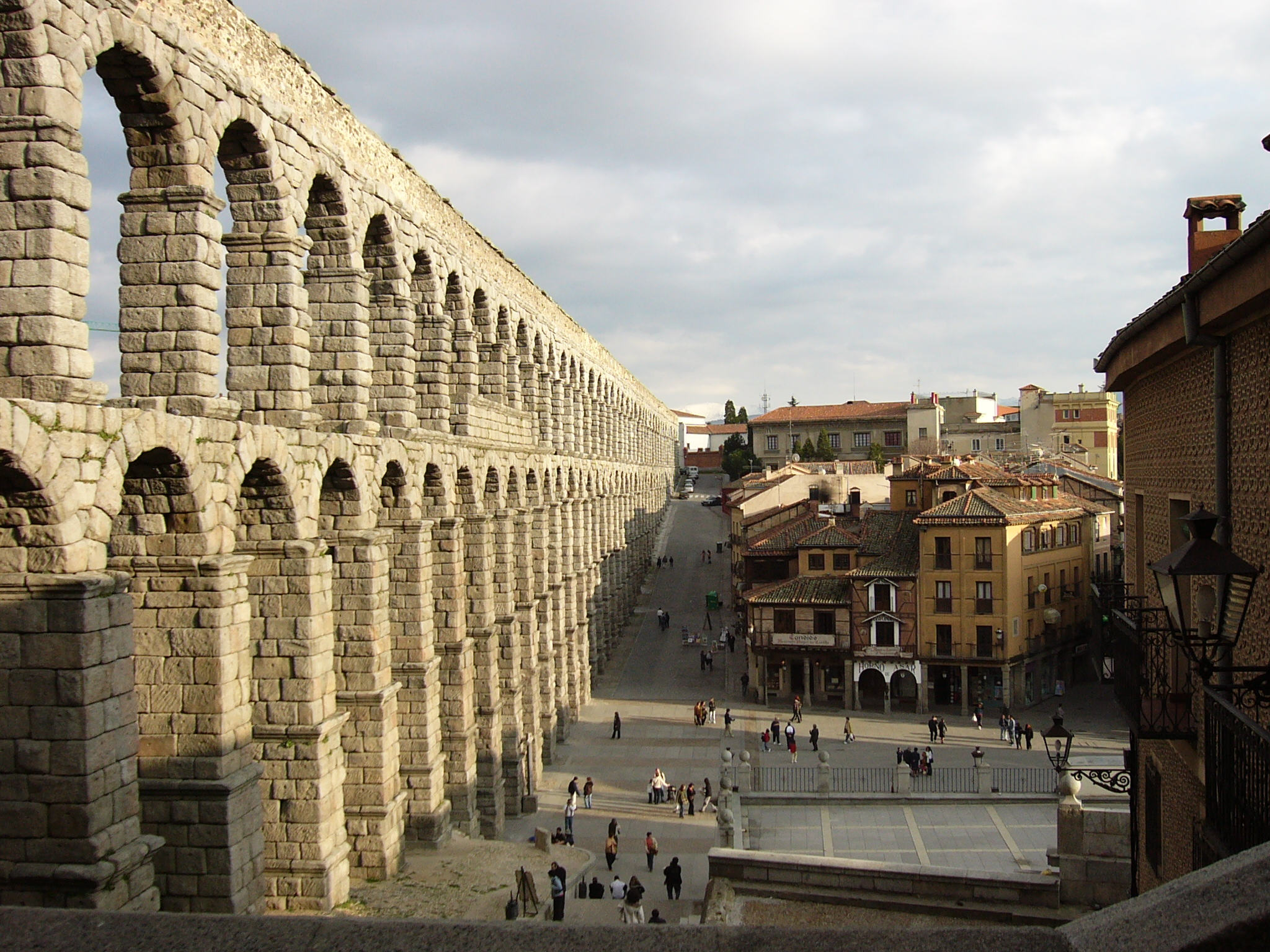
水道橋
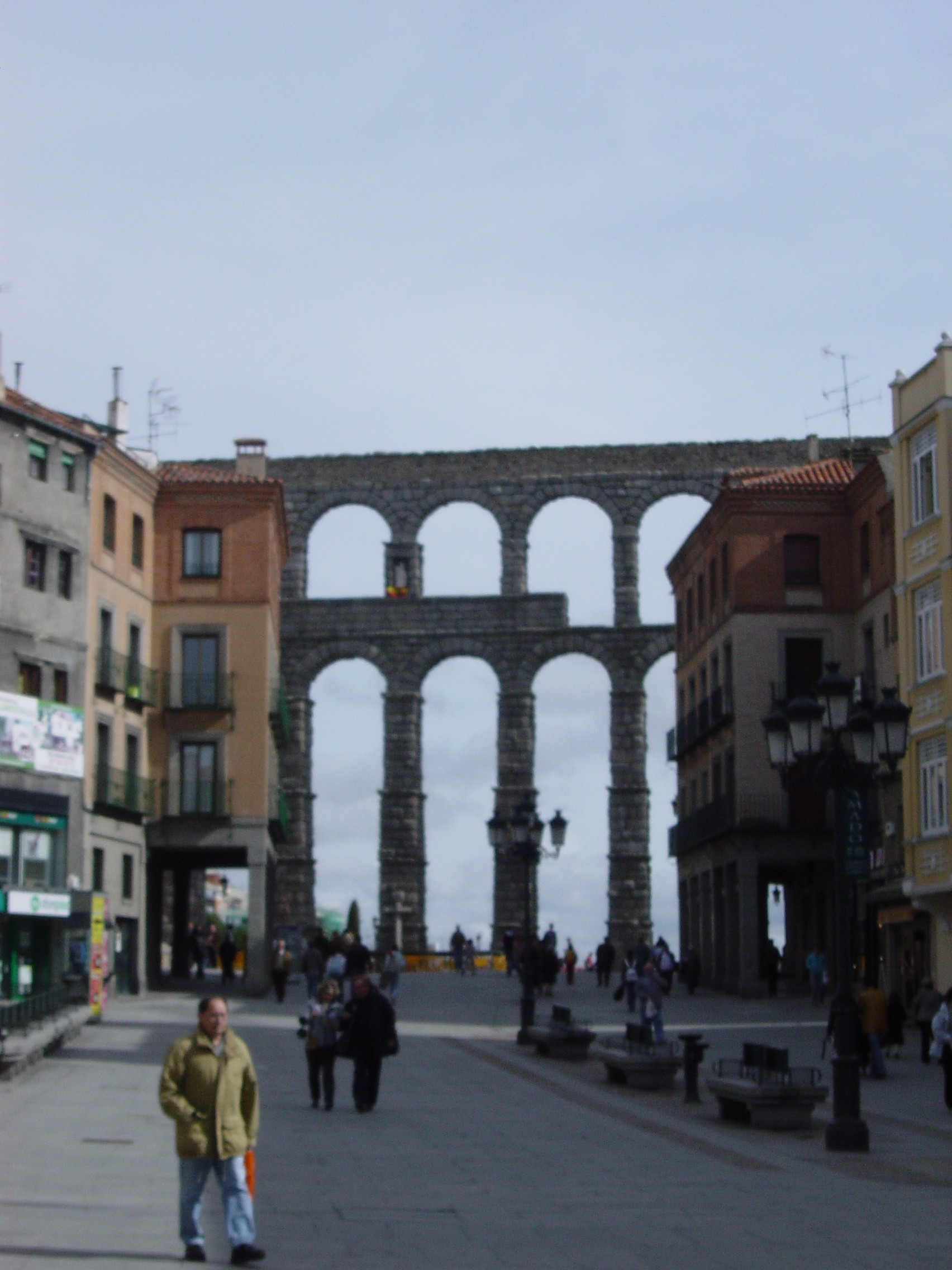
水道橋
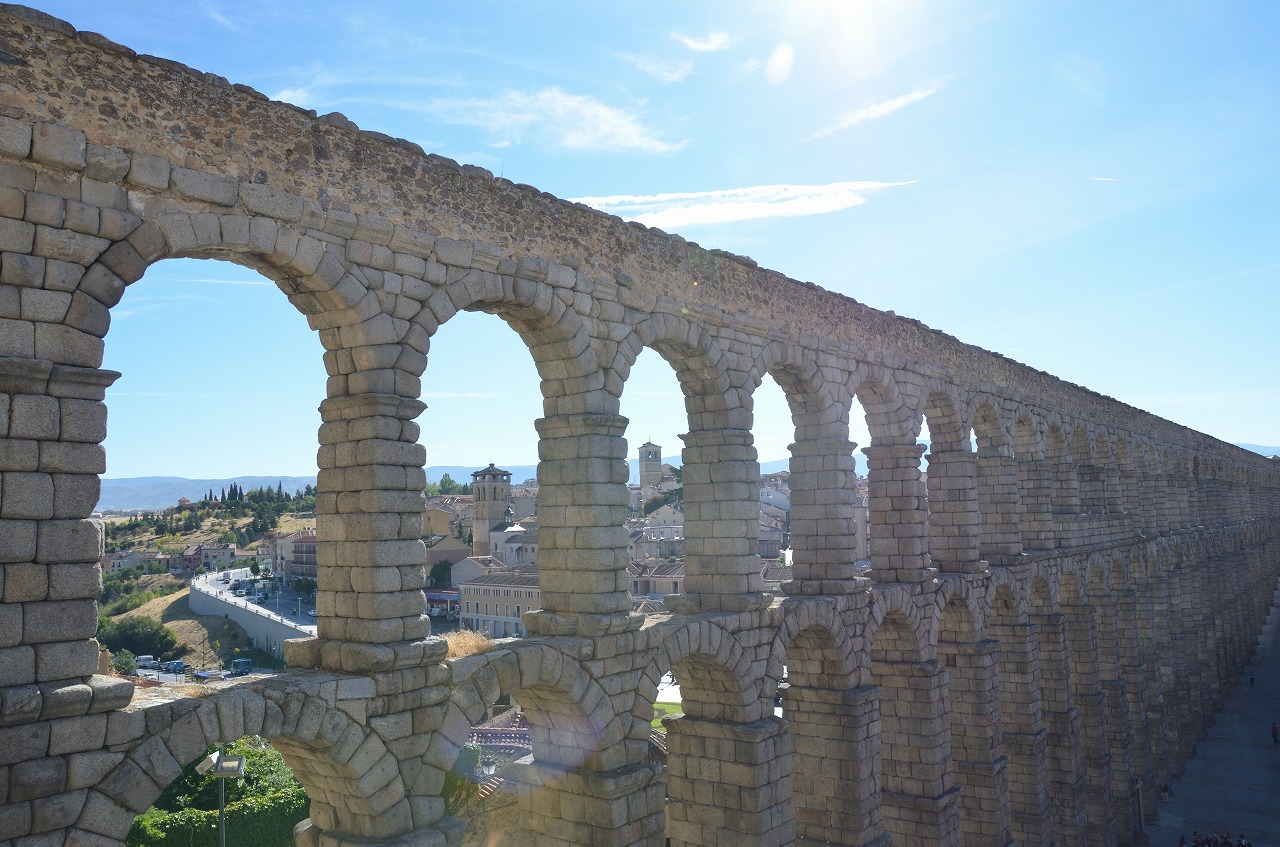
水道橋
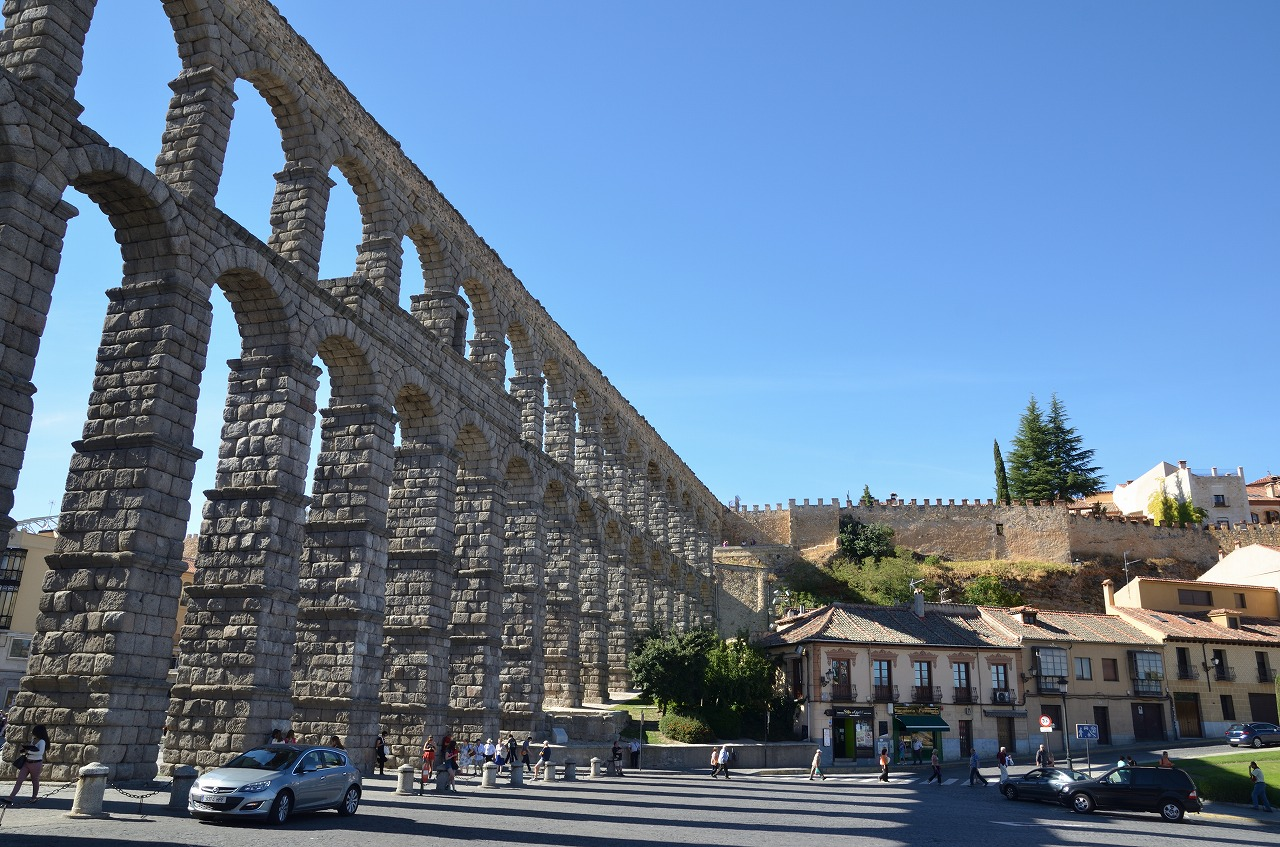
水道橋
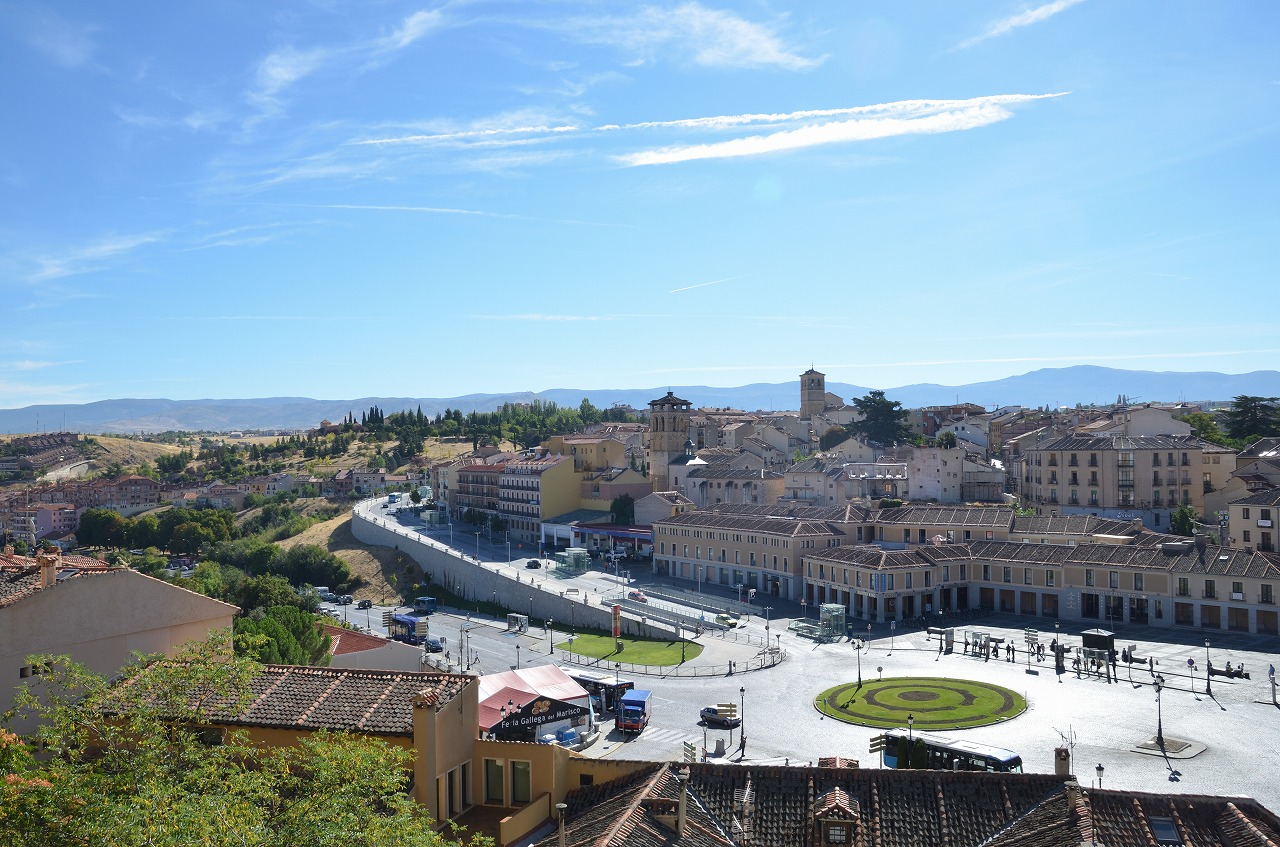
水道橋上部から見た広場の眺望

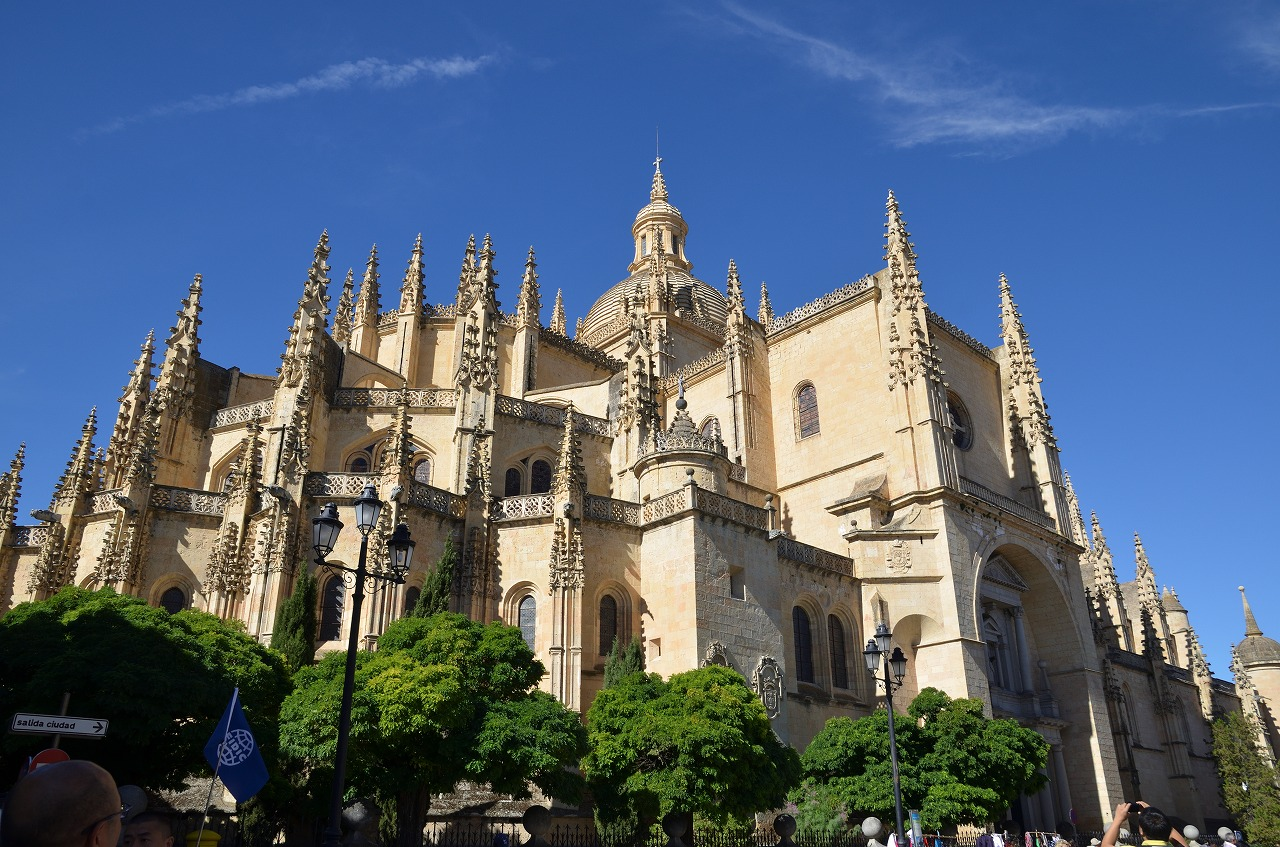
セゴビア大聖堂
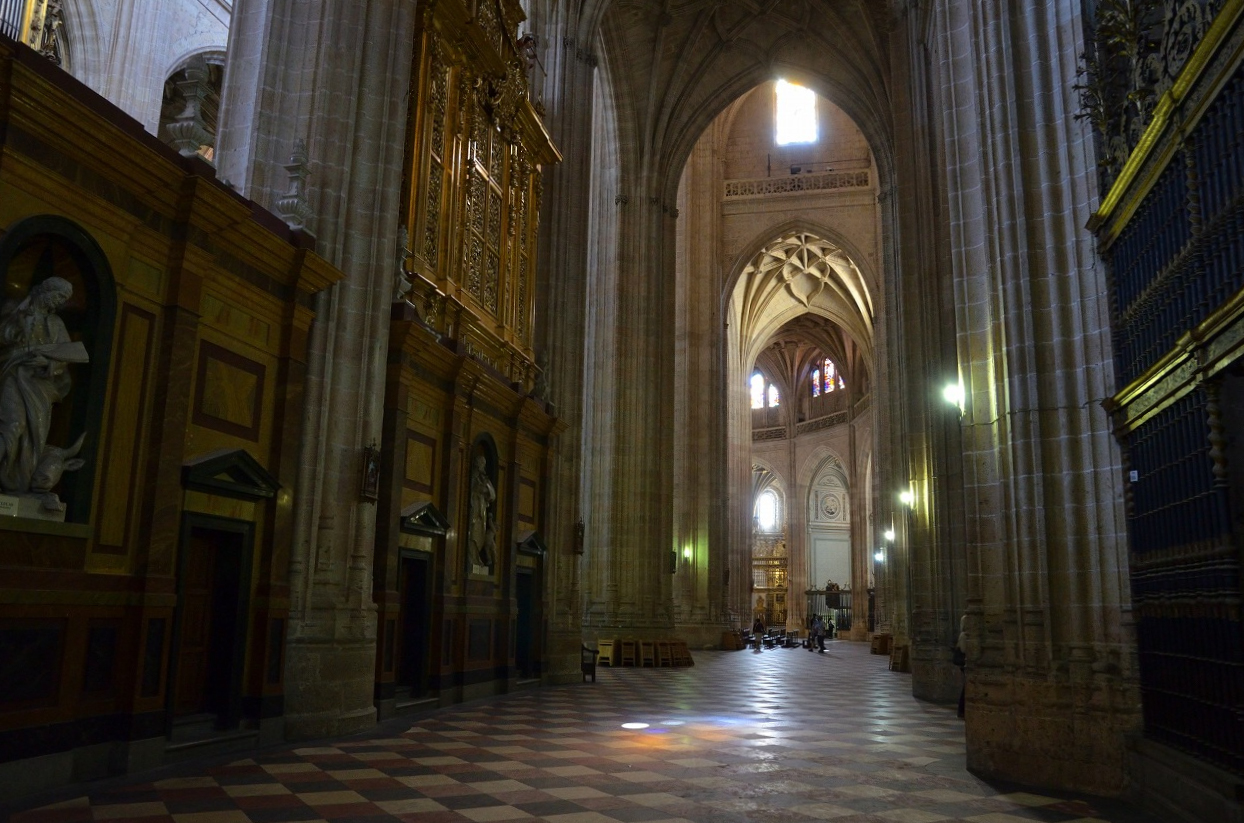
セゴビア大聖堂内部
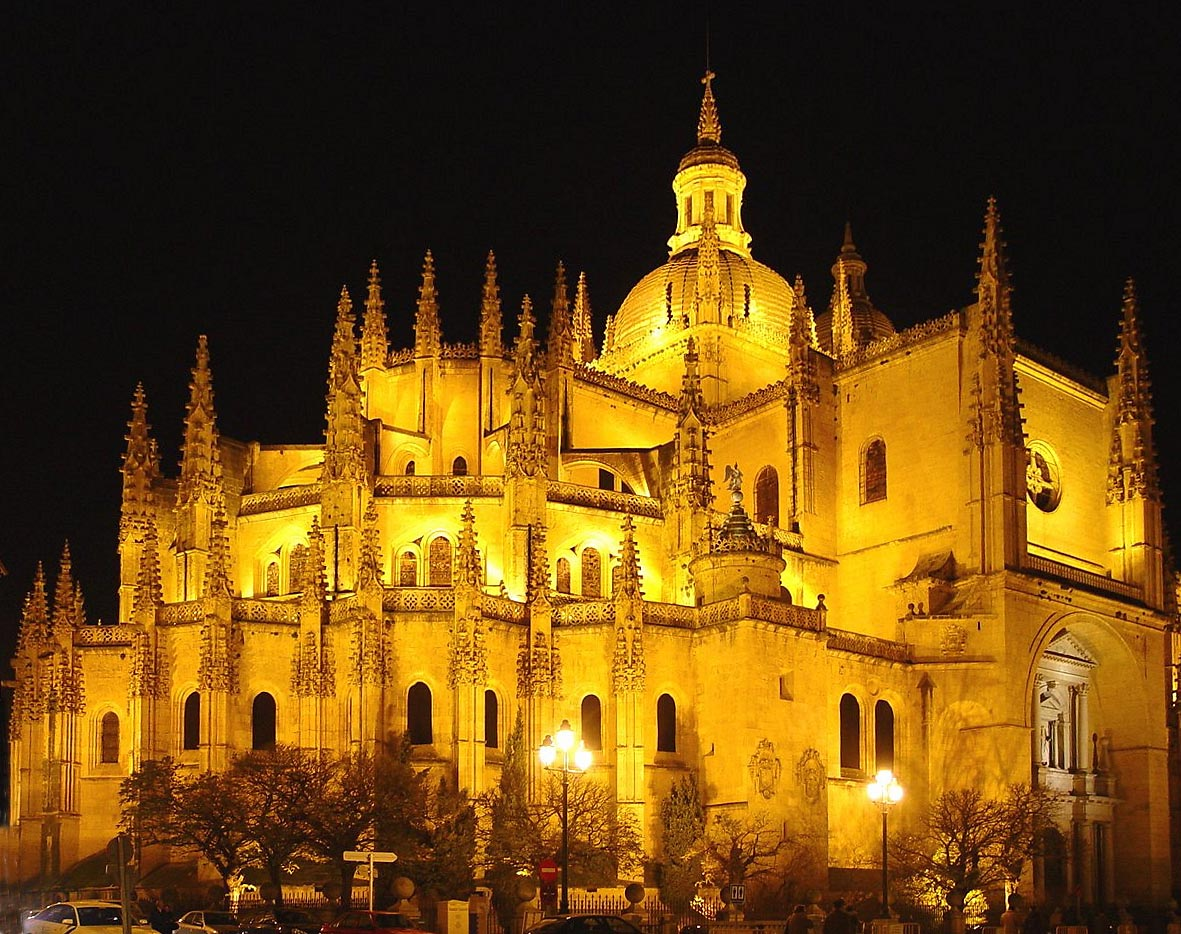
セゴビア大聖堂夜景
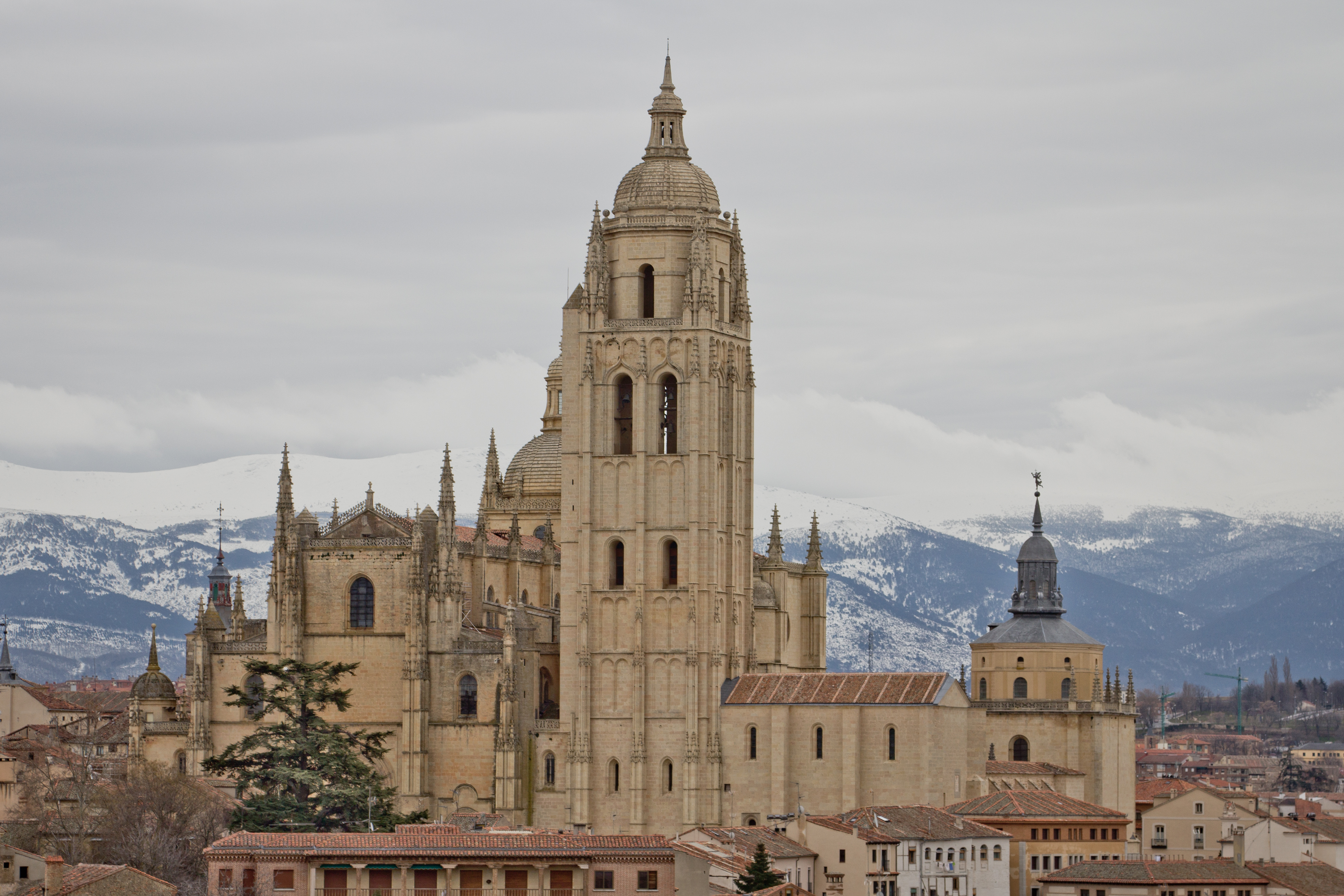
セゴビア大聖堂遠景
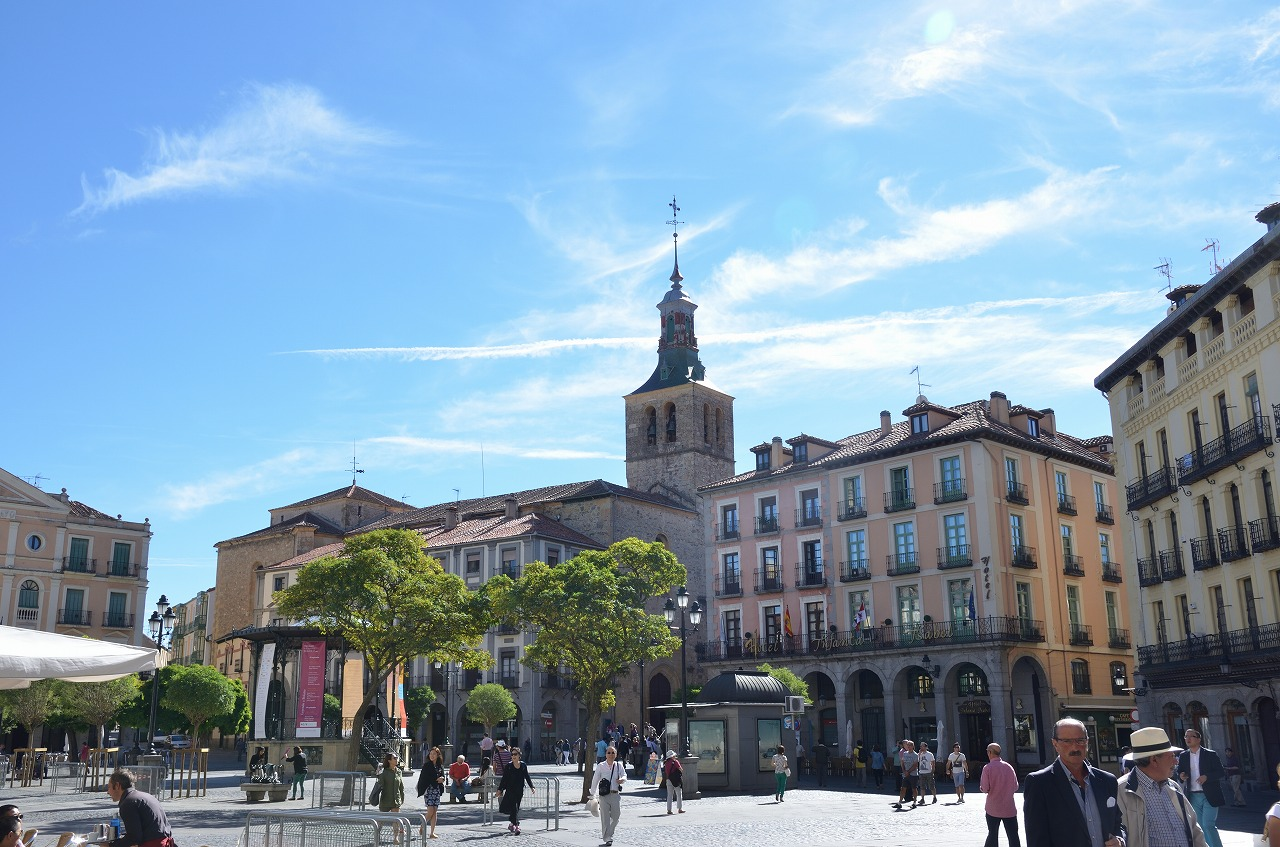
セゴビア大聖堂前のマヨール広場

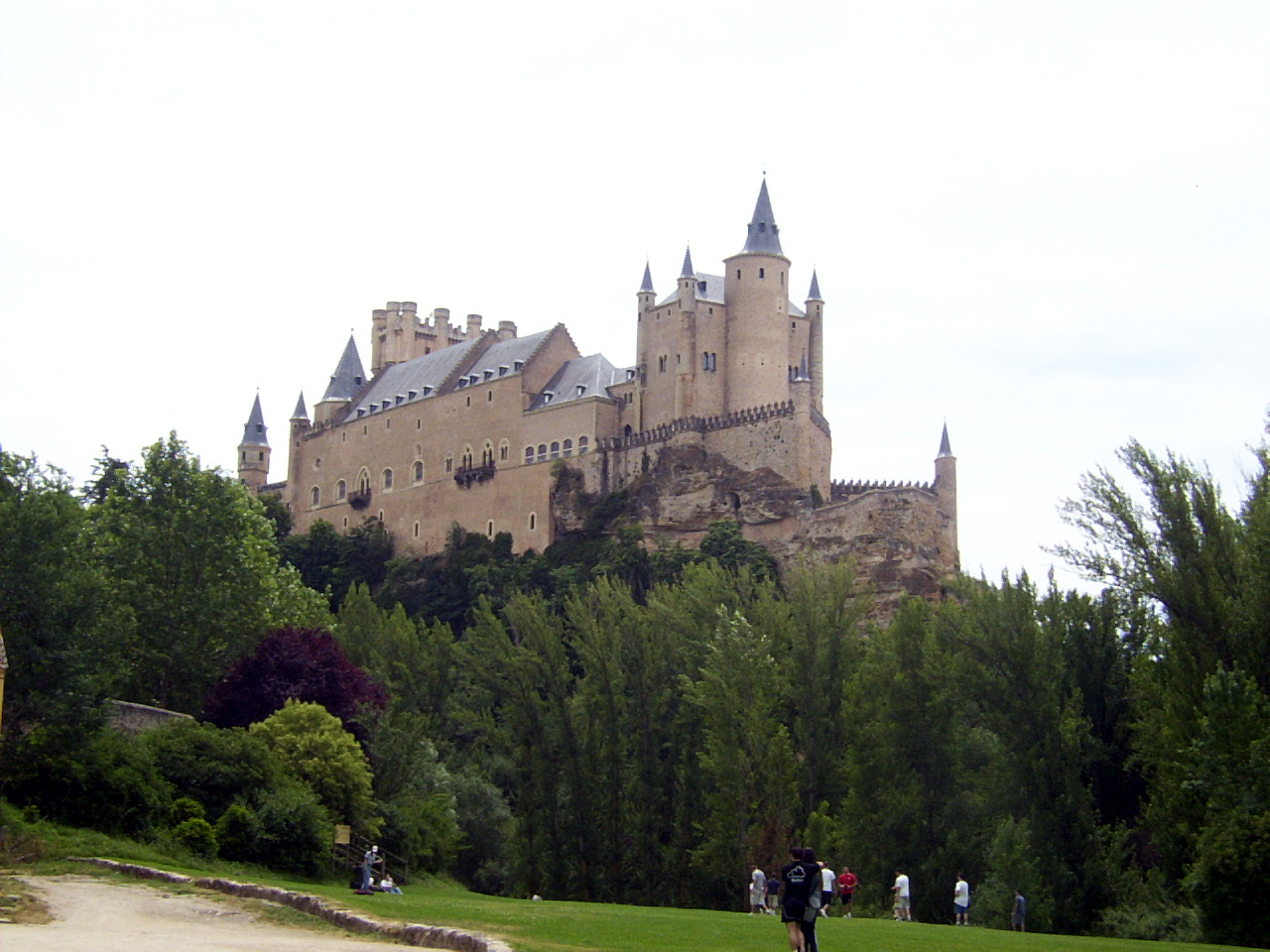
アルカサル
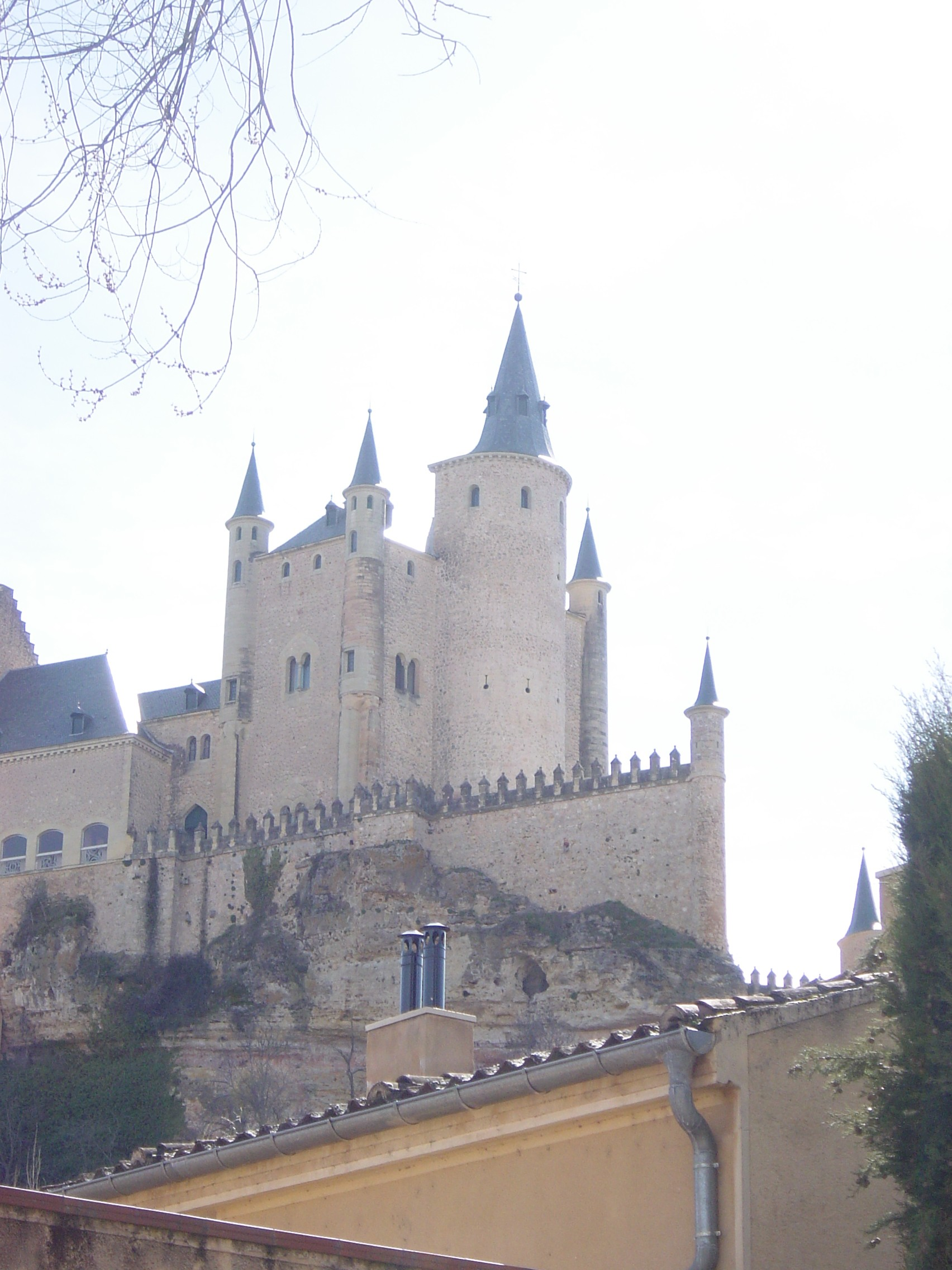
アルカサル
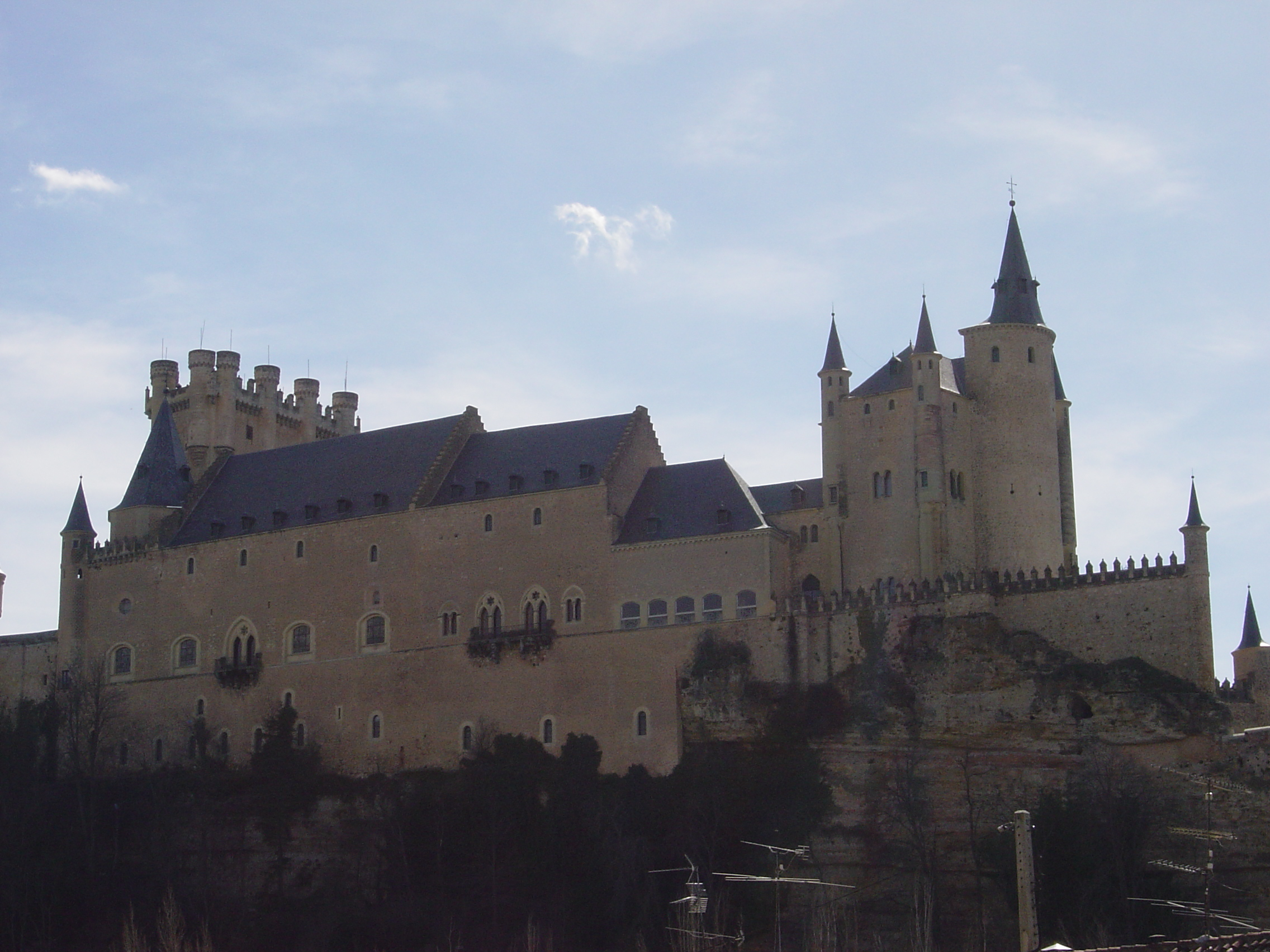
アルカサル
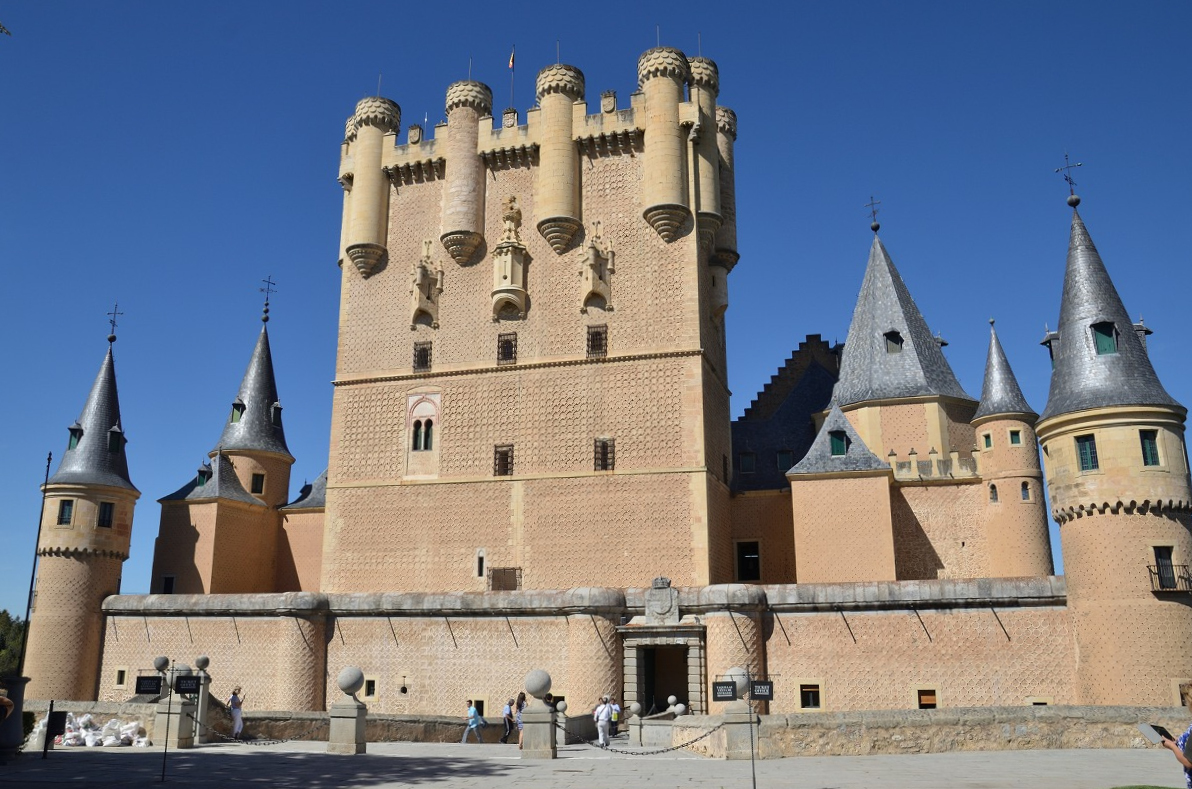
アルカサル入口
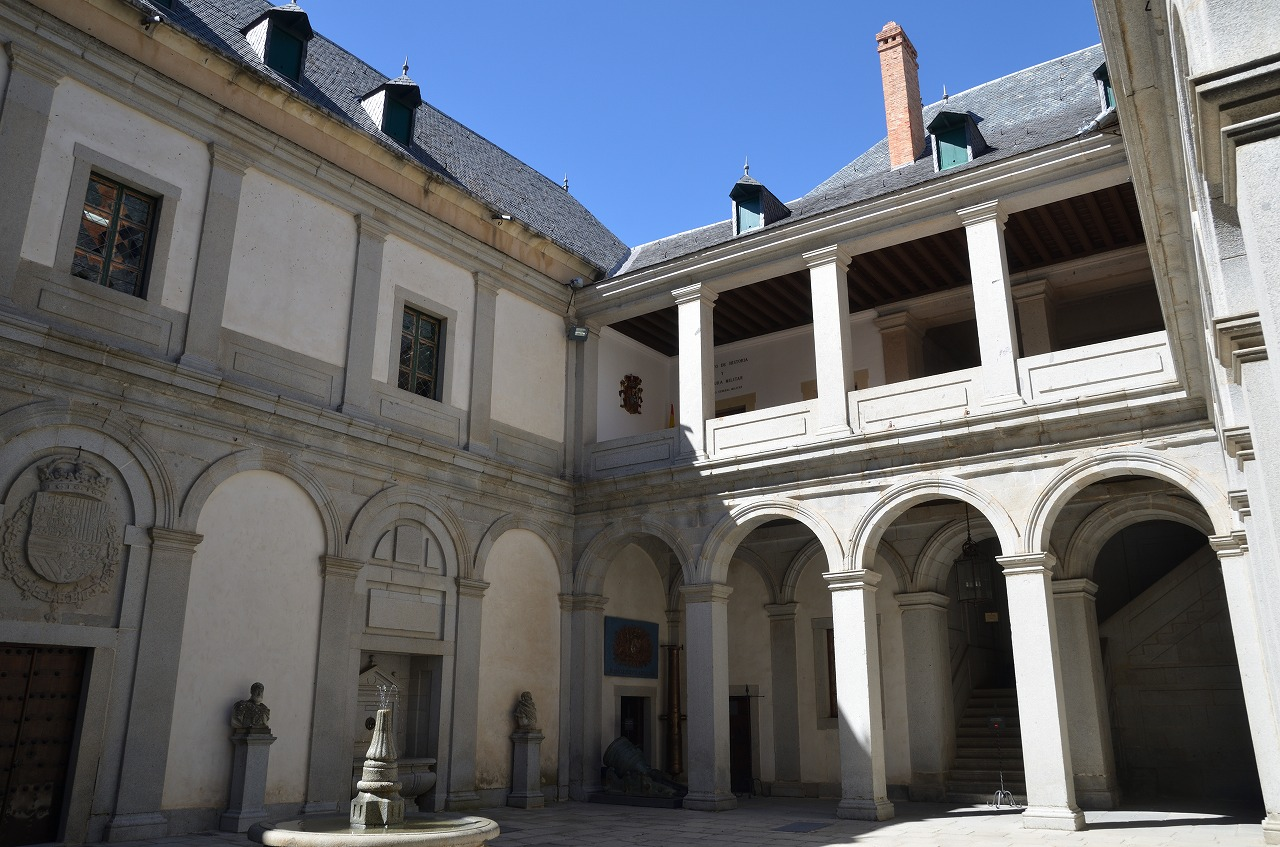
アルカサル内部

- ラ・ベラ・クルス教会
- カスティーリャの景色
- カスティーリャの景色

## 登録基準
この世界遺産は世界遺産登録基準のうち、以下の条件を満たし、登録された（以下の基準は世界遺産センター公表の登録基準からの翻訳、引用である）。
- (1) 人類の創造的才能を表現する傑作。
- (3) 現存するまたは消滅した文化的伝統または文明の、唯一のまたは少なくとも稀な証拠。
- (4) 人類の歴史上重要な時代を例証する建築様式、建築物群、技術の集積または景観の優れた例。